# Самсонов, Борис Васильевич
Борис Васильевич Самсонов (1909—1943) — советский воин-пехотинец, участник Великой Отечественной войны, Герой Советского Союза (15.01.1944, посмертно). Гвардии красноармеец.

## Биография
Борис Самсонов родился 3 июня 1909 года в селе Остров (ныне — Ленинский район Московской области). Учился в школе крестьянской молодёжи в селе Горки Ленинские. После окончания девяти классов школы работал сначала в колхозе, затем на московских заводах. В начале Великой Отечественной войны был эвакуирован вместе с заводом из Москвы в Новосибирск, где ещё 2 года трудился на городских заводах.
В июле 1943 года Самсонов был призван на службу в Рабоче-крестьянскую Красную Армию Дзержинским районным военкоматом Новосибирска. С августа того же года — на фронтах Великой Отечественной войны, был стрелком 218-го гвардейского стрелкового полка 77-й гвардейской стрелковой дивизии 61-й армии Центрального фронта.
Отличился во время битвы за Днепр. 26 сентября 1943 года Самсонов в числе группы первого броска из роты гвардии лейтенанта М. М. Магерамова переправился через Днепр в районе села Неданчичи Репкинского района Черниговской области Украинской ССР и принял активное участие в боях за захват и удержание плацдарма на его западном берегу. Лично участвовал в рукопашных схватках, уничтожив 8 вражеских солдат.
Указом Президиума Верховного Совета СССР «О присвоении звания Героя Советского Союза генералам, офицерскому, сержантскому и рядовому составу Красной Армии» от 15 января 1944 года за «образцовое выполнение боевых заданий Командования по форсированию реки Днепр и проявленные при этом отвагу и геройство» гвардии красноармейцу Борису Васильевичу Самсонову присвоено звание Героя Советского Союза.
В ходе последующих боёв 21 октября 1943 года красноармеец Самсонов погиб. Похоронен в деревне Деражичи Лоевского района Гомельской области Белоруссии.
Награждён орденом Ленина (15.01.1944, посмертно) и орденом Красной Звезды (29.09.1943).

## Память
- Мемориальная доска установлена на доме в селе Остров, в котором родился Б. В. Самсонов[3]